# Curse of the Crystal Coconut
Curse of the Crystal Coconut è il sesto album in studio del gruppo power metal scozzese Alestorm, pubblicato nel 2020 dalla Napalm Records.

## Tracce
1. Treasure Chest Party Quest – 4:16
2. Fannybaws – 4:15
3. Chomp Chomp (feat. Mathias Lillmåns) – 3:33
4. Tortuga (feat. Captain Yarrface) – 3:23
5. Zombies Ate My Pirate Ship (feat. Patty Gurdy) – 5:05
6. Call of the Waves – 5:05
7. Pirate's Scorn – 2:48
8. Shit Boat (No Fans) – 1:15
9. Pirate Metal Drinking Crew – 3:45
10. Wooden Leg Pt. 2 (The Woodening) (feat. Daiki Tatsuguchi, Kaelhakase & Fernando Rey) – 8:07
11. Henry Martin – 2:30
12. Treasure Chest Party Quest (16th Century Version) (Bonus track nipponica) – 4:18
13. Chomp Chomp (16th Century Version) (Bonus track nipponica) – 3:34
14. Tortuga (16th Century Version) (Bonus track nipponica) – 3:18

## Formazione
- Christopher Bowes – voce, keytar
- Peter Alcorn – batteria
- Gareth Murdock – basso
- Máté Bodor – chitarra
- Elliot Vernon – tastiera, voce